# Novo Aeon
Novo Aeon é o quarto álbum de estúdio solo do cantor e compositor brasileiro Raul Seixas, lançado em 12 de novembro de 1975 pela gravadora Philips Records e gravado entre 1º de setembro e meados de outubro de 1975 nos Estúdios CBD, no Rio de Janeiro. Este disco representou uma mudança de postura de Raul Seixas - após os problemas que levaram ao rompimento com o seu então empresário, Guilherme Araújo - com o corte de seu cabelo, menos símbolos no material do álbum e menos misticismo nas letras, que passam a refletir mais os problemas do cotidiano.
O álbum teve uma recepção fria da crítica especializada, com pouquíssimos críticos - mais próximos da estética rock - elogiando o trabalho do cantor baiano. A divulgação pela gravadora foi boa, contando com o lançamento de um compacto duplo e de dois clipes musicais no programa dominical da Rede Globo, o Fantástico. As vendagens foram frustrantes para a gravadora e para o artista, resultando em uma baixa de vendas considerável em relação ao seu último trabalho, o grande sucesso Gita. Entretanto, o disco é visto hoje como um de seus melhores trabalhos e contém alguns dos clássicos do cantor e compositor baiano, como "Tente Outra Vez" e "A Maçã".

## Antecedentes
Após o estrondoso sucesso de Gita, Raul rompe com o seu empresário, Guilherme Araújo - responsável pela imagem dos tropicalistas no final da década de 1960 e início da década de 1970 -, por não concordar com o modo como a sua imagem estava sendo apresentada, através de uma construção extravagante e agressiva, baseada na superexposição através de práticas arrojadas de marketing, algo incomum na época. Assim, a quantidade de simbologias em seus discos diminuem (a quantidade de símbolos e misticismo nas letras: por exemplo, esse será o penúltimo disco com o selo da "Sociedade Alternativa", voltando a aparecer somente em seu último disco como artista solo, A Pedra do Gênesis, de 1988), bem como as entrevistas e o uso da imagem para impactar, para chocar (Raul passa a cortar mais curto o seu cabelo).

## Gravação e produção
Em maio de 1975 - época do relançamento de seu álbum de covers de rock, Os 24 Maiores Sucessos da Era do Rock -, Raul retirou-se para a Bahia afim de compor canções para um novo álbum de estúdio. Em meados de agosto do mesmo ano, o compositor baiano já tinha as canções e todo um projeto para o álbum vindouro. Deveria chamar-se Opus 666 e ser uma espécie de continuação de Gita. O cantor embarcaria em uma viagem para os Estados Unidos - a fim de resolver problemas pessoais e fazer shows - e deveria começar a gravar em 1º de setembro. As sessões de gravação realizaram-se nos antigos Estúdios CBD (a gravadora estava em processo de mudança para os novos Estúdios Phonogram de 16 canais, na Barra da Tijuca, mas as sessões de gravação nesses novos espaços só começariam em dezembro de 1975) e correram bem, terminando em meados de outubro, quando Raul fez nova viagem para Nova Iorque. O disco seria finalizado (mixagem e pós-produção) sem a presença do cantor baiano e deveria estar pronto para comercialização no mês seguinte.

## Informações das faixas
O disco começa com a balada rock - tipicamente de Raul Seixas '"Tente Outra Vez": uma ode à não desistência, com uma abordagem épica do arranjo. Em seguida passa pelo rock cinquentista "Rock do Diabo", que satiriza a concepção cristã e popular  do demônio, e pela balada em falsete "A Maçã". Esta última foi, de início, composta em parceria com Marcelo Motta. Entretanto, em um segundo momento, Raul "melhorou" a canção juntamente com Paulo Coelho, o que levou a um desentendimento com Motta e à sua expulsão da sociedade secreta Astrum Argentum, da qual Marcelo Motta era um dos líderes. Esta canção, cujo tema é a liberdade sexual, é rica em referências ao misticismo de Aleister Crowley, ao qual Raul estava profundamente ligado na época. O cantor baiano utiliza-se da maçã como metáfora do fruto proibido, referindo-se, também, ao órgão sexual feminino. Assim, Raul discute a liberdade sexual - contrapondo-a à moral burguesa e cristã - e o ciúme, assumindo ares de um antiOtelo.
Depois mais um rock cinquentista - "Eu Sou Egoísta", que é baseada no anarcoindividualismo de Stirner e contém críticas aos hippies e ao patrulhamento ideológico - e a primeira parte de "Caminhos" o Lado A fecha com "Tu És o MDC da Minha Vida" que, pulsante e ultra-romântica, é considerada uma das melhores canções já gravadas pelo músico baiano, sendo muito conhecida e elogiada pelo seu humor com o estilo brega.
O Lado B abre com "A Verdade Sobre a Nostalgia", outro rock cinquentista com o baixo e a bateria fazendo a introdução de "My Baby Left Me", de Arthur Crudup (posteriormente gravada por Elvis Presley) e que fala em como a aceitação familiar do ritmo obriga a sua renovação para não perder a rebeldia. A faixa é uma crítica à apropriação da contracultura pelo establishment, após Raul perceber que hippies e punks estavam comprando roupas e discos de modo a alimentar uma lógica comercial como outra qualquer. Em seguida, vem "Para Nóia", considerada por Nelson Motta como uma música comovente e que não deixa ninguém ficar impassível pelo que ela diz, e na qual o cantor trabalha um tema de Stirner - o temor à onipresença do divino - representado não apenas na letra, como também nas notas do piano que simulam uma pessoa perambulando dentro de uma casa e inspirado num episódio real de fobia vivenciado pelo compositor. Além de referências à masturbação.
Passando pelo quase plágio de "Peixuxa (O Amiguinho dos Peixes)" (muito semelhante a "Ob-La-Di, Ob-La-Da", dos The Beatles) que tem como tema a ecologia, chegamos na mistura de ritmos de "É Fim de Mês", canção que tem por base o forró mas que desfila diversos ritmos (baião, rock, rumba, blues e candomblé), sendo chamada de espetáculo por Sérgio Cabral. Após, vem a outra balada em falsete, "Sunseed", cantada em inglês por Raul e sua segunda esposa, Glória Vaquer, irmã de seu guitarrista Jay Anthony Vaquer. Passando pela segunda parte de "Caminhos II", chega-se à conclusão do álbum com a faixa-título, que é uma nova formulação do significado da "Sociedade Alternativa" e da nova era.

## Recepção

### Lançamento
O álbum foi lançado em 12 de novembro de 1975 - em LP e fita cassete - pela gravadora Philips Records com uma boa divulgação, atingindo vendagens da ordem de 60 mil cópias. Juntamente com o disco foi lançado um compacto duplo. Também, Raul gravou dois clipes musicais para o programa dominical da Rede Globo, o Fantástico ("Tente Outra Vez" e "A Maçã"). O lançamento deste álbum representou uma baixa nas vendagens dos álbuns de Raul que vinham crescendo constantemente desde o seu álbum de estreia, passando pelo recordista que foi Gita, com mais de 140 mil cópias vendidas. Em retrospectiva, a divulgação foi considerada problemática pela gravadora que considerou um erro não lançar uma canção de trabalho com uma grande antecedência em relação ao lançamento do álbum, como havia feito nos últimos dois discos de Raul (com "Ouro de Tolo" - lançada em maio de 1973 - e "Gîtâ" - lançada em julho de 1974). Outra razão para as baixas nas vendas foi uma pretensa falta de foco de Raul, que não esteve disponível para eventos de divulgação - aparições em programas de rádio e tv, bem como shows - em uma época considerada essencial para a promoção do trabalho. Este seria o último álbum de Raul na Philips produzido por Marco Mazzola, já que o produtor se mudaria para a WEA juntamente com André Midani, sendo essa uma das razões, inclusive, para Raul trocar de gravadora em meados de 1977.

### Recepção da crítica
| Críticas profissionais | Críticas profissionais |
| Avaliações da crítica  | Avaliações da crítica  |
| Fonte                  | Avaliação              |
| ---------------------- | ---------------------- |
| O Globo (1975)         | [ 16 ]                 |
| O Globo (1975)         | Favorável              |
| Jornal Opinião (1975)  | Favorável              |
| Allmusic (2006)        | [ 10 ]                 |

A recepção da crítica foi majoritariamente fria, com a exceção de alguns poucos críticos mais identificados com o rock feito no país na época. As críticas ao disco de Raul centraram-se na sua tentativa de fazer rock no Brasil - embora não seja correto dizer que Raul compõe somente neste estilo - o que conferiria à sua obra um caráter popularesco e "subdesenvolvido" (por querer imitar o desenvolvido ao invés de criar sua própria música em pé de igualdade). Também, suas mensagens místicas - completamente estranhas aos temas da MPB - afastavam os críticos, embora elas tenham se reduzido neste disco. Outra razão para a reação da crítica deve-se ao fato de que as boas reações à sua música sempre vieram e continuariam a vir somente a reboque do sucesso comercial que ela produzia - uma cobrança que sempre irritaria Raul.
Sérgio Cabral, escrevendo para O Globo, elogia o humor e a capacidade criadora de Raul, mas critica muito o álbum por mostrar alguém que, embora eclético em suas composições, demonstrava sentir-se mais a vontade quando tocava e cantava rock. Nelson Motta, para o mesmo veículo da imprensa fluminense, elogia muito o álbum do cantor baiano por suas letras e seu ecletismo, comparando-o com o divisor de águas da carreira dos Beatles, Sgt. Pepper's Lonely Hearts Club Band. Motta acabaria, também, por elegê-lo o álbum do ano para a sua coluna no Globo. Ana Maria Bahiana elogia as misturas de rock com estilos brasileiros e o fato de o disco ser menos místico do que o trabalho anterior de Raulzito. Philip Jandovský, escrevendo quando do relançamento em CD do disco em 2006 para o Allmusic, elogia o álbum de Raul, chamando-o de sucessor natural de Gita e fazendo notar, especialmente, o ecletismo de Raul como intérprete e compositor.

### Relançamentos
O álbum foi relançado em LP em 1983, pelos selos Philips Records (série azul) e Fontana Records (série verde). Seu primeiro lançamento em CD foi feito no ano de 1993, pelo selo Philips Records. O álbum seria relançado dentro de uma caixa contendo os seis discos lançados por Raul na gravadora remasterizados e com faixas bônus (Os 24 Maiores Sucessos da Era do Rock, Krig-ha, Bandolo!, Gita, Novo Aeon, Há 10 Mil Anos Atrás e Raul Rock Seixas), intitulada Maluco Beleza. A caixa seria relançada em 2009, com o título 10.000 Anos à Frente.

## Legado
Este álbum não alcançou o mesmo sucesso de Gita, sendo considerado um fracasso comercial. Apesar disso, canções como "Tente Outra Vez", "A Maçã", "Tú És o MDC da Minha Vida" e "Eu Sou Egoísta" fazem de Novo Aeon, um dos discos mais célebres de Raul, e atualmente, um dos mais queridos pelos fãs. Novo Aeon está incluído na lista da revista especializada Rolling Stone entre os 100 melhores discos da música brasileira ocupando a  53ª posição.
Segundo Sylvio Passos, presidente do fã-clube de Raul Reixas, o cantor "morreu dizendo que [Novo Aeon] era seu disco predileto".

## Faixas
| Lado A         |                             |                                            |         |  |
| N.º            | Título                      | Compositor(es)                             | Duração |  |
| 1.             | "Tente Outra Vez"           | Raul Seixas / Paulo Coelho / Marcelo Motta | 2:20    |  |
| 2.             | "Rock do Diabo"             | Raul Seixas / Paulo Coelho                 | 2:10    |  |
| 3.             | "A Maçã"                    | Raul Seixas / Paulo Coelho / Marcelo Motta | 3:25    |  |
| 4.             | "Eu Sou Egoísta"            | Raul Seixas / Marcelo Motta                | 2:50    |  |
| 5.             | "Caminhos"                  | Raul Seixas / Paulo Coelho                 | 1:45    |  |
| 6.             | "Tu És o MDC da Minha Vida" | Raul Seixas / Paulo Coelho                 | 3:30    |  |
| Duração total: | Duração total:              | Duração total:                             | 16:00   |  |

| Lado B         |                                    |                                               |         |  |
| N.º            | Título                             | Compositor(es)                                | Duração |  |
| 1.             | "A Verdade Sobre a Nostalgia"      | Raul Seixas / Paulo Coelho                    | 2:05    |  |
| 2.             | "Para Noia"                        | Raul Seixas                                   | 3:50    |  |
| 3.             | "Peixuxa (O Amiguinho dos Peixes)" | Raul Seixas / Marcelo Motta                   | 2:10    |  |
| 4.             | "É Fim de Mês"                     | Raul Seixas                                   | 3:00    |  |
| 5.             | "Sunseed"                          | Raul Seixas / Spacey Glow (Glória Vaquer)     | 2:40    |  |
| 6.             | "Caminhos II"                      | Raul Seixas / Paulo Coelho / Eládio Gilbraz   | 0:45    |  |
| 7.             | "Novo Aeon"                        | Raul Seixas / Cláudio Roberto / Marcelo Motta | 2:30    |  |
| Duração total: | Duração total:                     | Duração total:                                | 17:00   |  |

| Faixa bônus - remasterização |                                    |                                            |         |  |
| N.º                          | Título                             | Compositor(es)                             | Duração |  |
| 1.                           | "A Maçã" (versão remixada de 1993) | Raul Seixas / Paulo Coelho / Marcelo Motta | 3:25    |  |

## Créditos
Créditos dados pelo Discogs.

### Músicos
- Violão: Antenor Gandra - Raul Seixas  - Neco - Rick Ferreira
- Guitarra elétrica: Antenor Gandra -  Gabriel O'Meara - Rick Ferreira - Almir Bezerra - Pedrinho da Luz - Luiz Cláudio Ramos
- Piano: Antonio Adolfo - Miguel Cidras - Hugo Bellard
- Teclados: José Roberto Bertrami
- Baixo: Paulo César Barros - Jamil Joanes - Luizão Maia - Liebert Ferreira
- Bateria: Pedrinho Batera - Mamão - Lécio do Nascimento

### Ficha técnica
- Direção de produção: Marco Mazzola
- Técnicos: Luigi Hoffer, João Moreira e Luís Claúdio Coutinho
- Auxiliares Técnicos: Paulo Sérgio, Zé Guilherme
- Mixagem: Marco Mazzola
- Arranjos: Miguel Cidras
- Arranjos de base: Raul Seixas
- Foto: João Castrioto
- Arte Final: José Paulo
- Capa: Aldo Luiz